# PJ・ラトゥ
ペニエリ・ジュニア・ラトゥ（Penieli Jr Latu、2000年10月24日 - ）は、ジャパンラグビーリーグワンリコーブラックラムズ東京に所属するラグビー選手。リーグワンでの登録名はPJ・ラトゥ。

## プロフィール
- トンガ出身[3]。
- ポジションはウィング(WTB)、センター(CTB)。
- 身長 188 cm、体重 110 kg[1]

## 略歴
2020年、Stぺーターズカレッジ卒業後、大東文化大学 に入る。
2024年、リコーブラックラムズ東京に加入。
2025年1月4日に行われたJAPAN RUGBY LEAGUE ONE第3節カンファレンスB埼玉ワイルドナイツ戦にて途中出場でリーグワン公式戦初出場を果たした。